# 尤尼百-洛當科-西田
尤尼百-洛當科-西田（Unibail-Rodamco-Westfield SE），原尤尼百-洛當科（Unibail-Rodamco），是法國的一家商業地產公司。其前身是1968年成立的法國公司尤尼百，1999年成立的荷蘭公司洛當科。這兩公司在2007年合併，2018年澳大利亞的西田集團併入後形成現在的格局。
2018年合併時，尤尼百-洛當科-西田為歐洲最大的房地產開發商，在美國也擁有多處地產。

## 外部連接
- Unbail-Rodamco-Westfield corporate website
- Westfield commercial website